# Maurice Salembier
Pour les articles homonymes, voir Salembier.
Maurice Salembier, né le 3 octobre 1929 à Roubaix et mort le 21 avril 2008 à Trégastel, est un architecte français, connu principalement pour son édification de monuments religieux.

## Biographie
Maurice Salembier suit les cours de l'école des beaux-arts de Lille dans l'atelier d'André Lys et celui de Robert Clément. Il est diplômé en 1959 et obtient le prix du meilleur diplôme.
De 1965 à 1967, il est l’urbaniste de la métropole Nord. De 1967 à 1970, il est attaché à l'équipe de conception de l’Atelier du Centre directionnel de Lille. Il est aussi architecte-conseil de la ville d'Halluin (Nord).
En 1987, il est sélectionné par la région au concours national « La spirale de l'innovation » pour la réalisation du sanctuaire signal de Villeneuve-d’Ascq.
Parmi ses principales réalisations, on peut compter seize églises dans le Nord, environ 150 maisons particulières dans le Nord, le Pas-de-Calais et les Côtes-du-Nord, onze hôtels des postes dans le Nord-Pas-de-Calais, sept groupes scolaires dans le Nord, sept centraux téléphoniques et cinq salles de sports dans la région.
Il décède à Trégastel où la famille possède une maison de vacances.

## Principales réalisations

### Édifices religieux
- Reconstruction de l’église d’Annay (1958-60), avec Jacques Renard
- Église du Saint-Curé-d'Ars[3] à Lille en 1960, avec Ludwik Peretz (désacralisée en 1983)
- Église de la Nativité de Villeneuve-d'Ascq à Villeneuve-d'Ascq (1963 et rénovation en 2008) avec Ludwik Peretz.
- Église Saint-Joseph à Grande-Synthe avec Ludwik Peretz et Gaston Leclercq en 1965
- Église Notre-Dame-du-Sacré-Cœur à Comines en 1965
- Église de la Sainte-Trinité à Loos, avec André Lys en 1968
- Église Sainte-Bernadette de Rosendaël à Dunkerque (reconstruction en 1968)[4]
- Chapelle Sainte-Anne de Malo-les-Bains (1973)[4]
- Château de Flers à Villeneuve-d'Ascq (travaux de sauvegarde en 1974-1975 et 1979)[5]
- Chapelle de la Croisée des Chemins à Villeneuve-d'Ascq (1983)
- Église Notre-Dame de la Cousinerie à Villeneuve-d'Ascq (1986)
- Église du Sacré-Cœur à Marcq-en-Barœul (1986)[6]
- Église Saint-Paul, Douchy-les-Mines avec Gaston Leclercq
- Église Saint-André, Hem (1968, désacralisée en 2016)
- Église Saint-Jean, Marcq-en-Barœul
- Église Saint-François-d'Assise, Marly avec Gaston Leclercq
- Église Saint-Christophe, Lomme

### Édifices civils
- Hôtels des postes d'Haubourdin, Roubaix, Maubeuge, Waziers et extension de ceux de Sin-le-Noble et Boulogne
- Centre des chèques postaux de Lille
- Centre d'hébergement des PTT à Villeneuve-d’Ascq